# Cellettes (Charente)
Pour les articles homonymes, voir Cellettes.
Cellettes est une commune du Sud-Ouest de la France, située dans le département de la Charente (région Nouvelle-Aquitaine).

## Géographie

### Localisation et accès
Cellettes est une commune située à 24 km au nord d'Angoulême et à 3 km au sud-ouest de Mansle, chef-lieu de son canton.
Située à la lisière nord de la forêt de la Boixe, elle est aussi à 7 km de Saint-Amant-de-Boixe et 11 km d'Aigre.
La N 10 entre Angoulême et Poitiers passe à 3 km à l'est du bourg. La commune est bordée à l'est par la D 18, route de Mansle à Montignac, et la D 739 au nord, qui relie Mansle à Aigre. Le bourg est traversé par la D 69 de Mansle à Villognon.
La gare la plus proche est celle de Luxé à 4 km, desservie par des TER à destination d'Angoulême, Poitiers et Bordeaux.
La LGV Sud Europe Atlantique qui sera mise en service en 2017 traverse la commune, et dont les travaux ont commencé en 2012. En 2008 les élus de Cellettes, à l'initiative des élus du syndicat mixte du pays du Ruffécois, se sont rassemblées avec 17 communes du Nord Charente et 5 des Deux-Sèvres pour demander des compensations aux nuisances que va leur apporter cette ligne.

### Hameaux et lieux-dits
La commune ne compte qu'un seul hameau, Échoisy, situé sur la route de Mansle à Aigre, et elle ne compte aucune ferme, tout l'habitat se concentrant aussi au bourg.

### Communes limitrophes
| Luxé      | Saint-Groux | Mansle-les-Fontaines |
| Villognon | Cellettes   |                      |
|           | Vervant     | Maine-de-Boixe       |

### Géologie et relief
Le sol de la commune est constitué de calcaire datant du Jurassique supérieur (Oxfordien au nord et Kimméridgien au sud). On trouve aussi des colluvions de grèze entre le bourg et Échoisy, sur le flanc sud de la petite vallée du ruisseau du Valandeau,,.
Le relief de la commune est celui d'un plateau, celui de la Boixe, d'une altitude moyenne de 100 m et bordé au nord par la vallée de la Charente. Le point culminant est à une altitude de 117 m, situé sur la limite sud non loin du dolmen de la Boixe. Le point le plus bas est à 52 m, situé le long de la Charente au pied d'Échoisy. Le bourg, construit sur un léger promontoire, est à 85 m d'altitude.

### Hydrographie

#### Réseau hydrographique

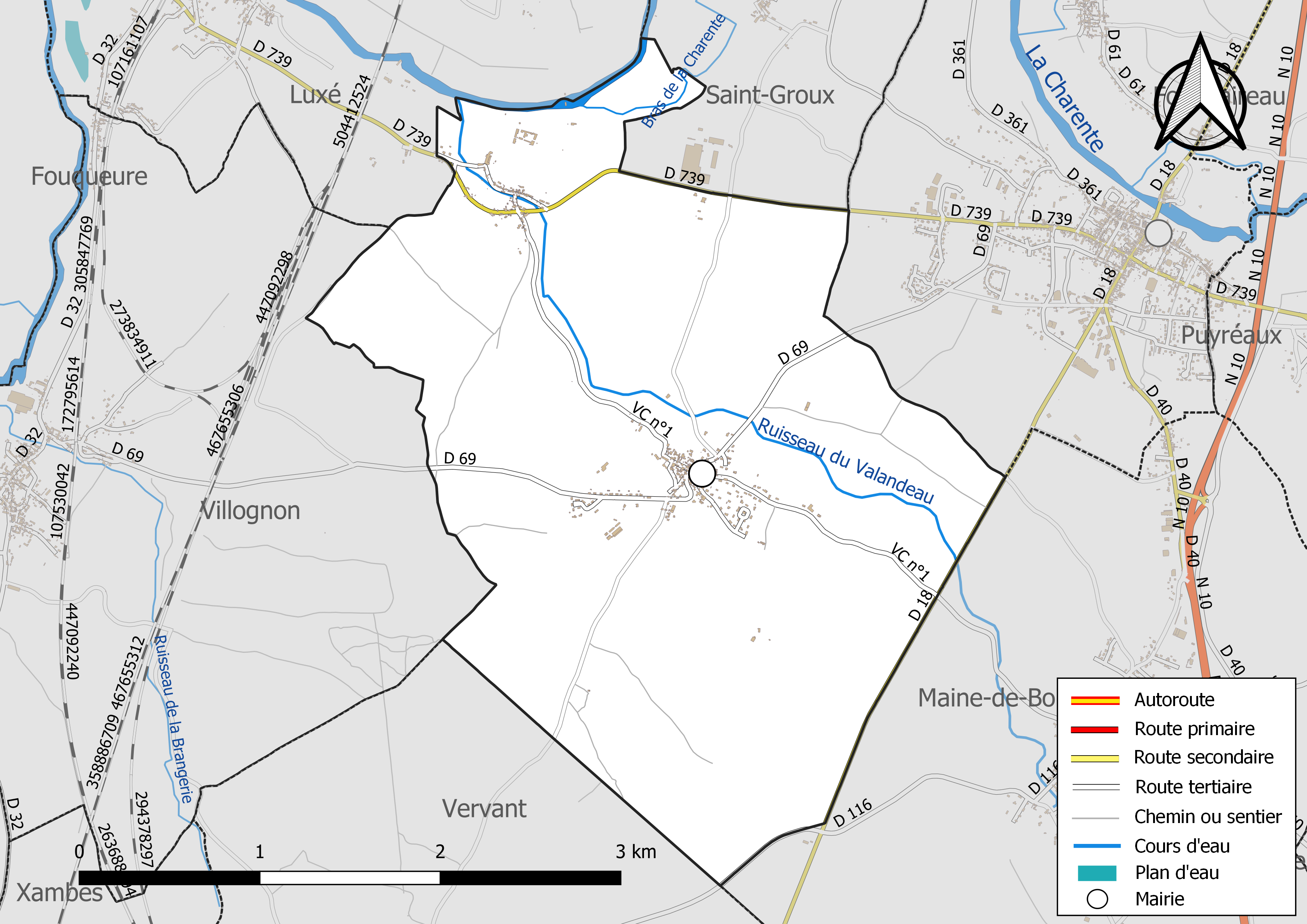
Réseaux hydrographique et routier de Cellettes.

La commune est située dans le bassin versant de la Charente au sein  du Bassin Adour-Garonne. Elle est drainée par la Charente, le ruisseau du Valandeau et un bras de la Charente, qui constituent un réseau hydrographique de 6 km de longueur totale,.
La Charente arrose le nord de la commune. D'une longueur totale de 381,4 km, elleprend sa source en Haute-Vienne,dans la commune de Chéronnac, et se jette  dans le Golfe de Gascogne, après avoir traversé 117 communes.
Un ruisseau intermittent, le ruisseau du Valandeau, traverse la commune et passe au pied du bourg. Il se jette dans la Charente à Échoisy.

#### Gestion des eaux
Le territoire communal est couvert par le schéma d'aménagement et de gestion des eaux (SAGE) « Charente ». Ce document de planification, dont le territoire correspond au bassin de la Charente, d'une superficie de 9 300 km2, a été approuvé le 19 novembre 2019. La structure porteuse de l'élaboration et de la mise en œuvre est l'établissement public territorial de bassin Charente. Il définit sur son territoire les objectifs généraux d’utilisation, de mise en valeur et de protection quantitative et qualitative des ressources en eau superficielle et souterraine, en respect des objectifs de qualité définis dans le troisième SDAGE  du Bassin Adour-Garonne qui couvre la période 2022-2027, approuvé le 10 mars 2022.

### Climat
Comme dans les trois quarts sud et ouest du département, le climat est océanique aquitain.

## Urbanisme

### Typologie
Au 1er janvier 2024, Cellettes est catégorisée commune rurale à habitat dispersé, selon la nouvelle grille communale de densité à 7 niveaux définie par l'Insee en 2022.
Elle est située hors unité urbaine et hors attraction des villes,.

### Occupation des sols
L'occupation des sols de la commune, telle qu'elle ressort de la base de données européenne d’occupation biophysique des sols Corine Land Cover (CLC), est marquée par l'importance des territoires agricoles (58 % en 2018), une proportion sensiblement équivalente à celle de 1990 (57,5 %). La répartition détaillée en 2018 est la suivante : 
terres arables (41,6 %), forêts (36,4 %), zones agricoles hétérogènes (15,4 %), zones urbanisées (3,1 %), milieux à végétation arbustive et/ou herbacée (2,6 %), prairies (1 %). L'évolution de l’occupation des sols de la commune et de ses infrastructures peut être observée sur les différentes représentations cartographiques du territoire : la carte de Cassini (XVIIIe siècle), la carte d'état-major (1820-1866) et les cartes ou photos aériennes de l'IGN pour la période actuelle (1950 à aujourd'hui).

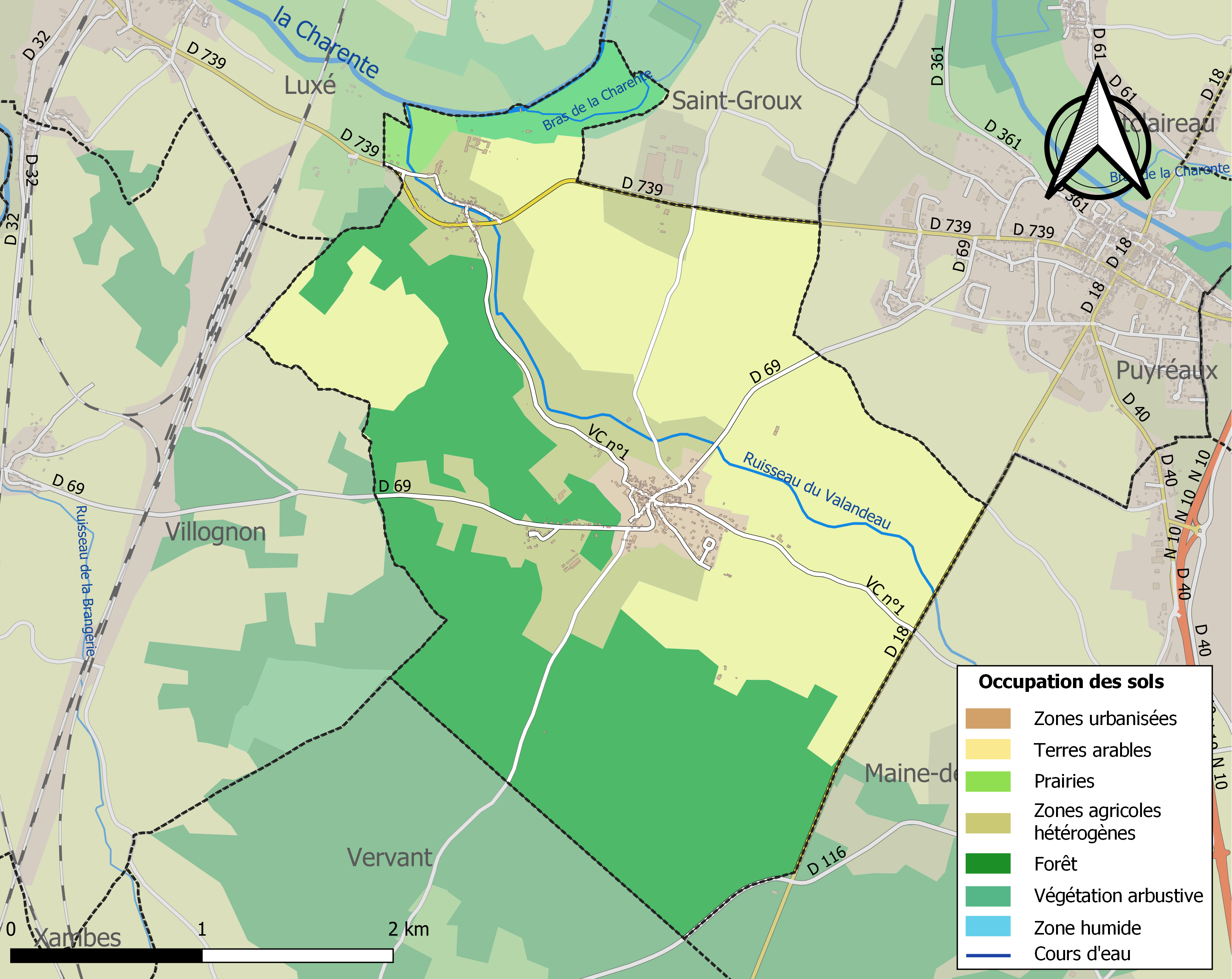
Carte des infrastructures et de l'occupation des sols de la commune en 2018 (CLC).

### Risques majeurs
Le territoire de la commune de Cellettes est vulnérable à différents aléas naturels : météorologiques (tempête, orage, neige, grand froid, canicule ou sécheresse), inondations et séisme (sismicité modérée). Il est également exposé à deux risques technologiques,  le transport de matières dangereuses et la rupture d'un barrage. Un site publié par le BRGM permet d'évaluer simplement et rapidement les risques d'un bien localisé soit par son adresse soit par le numéro de sa parcelle.

#### Risques naturels
Certaines parties du territoire communal sont susceptibles d’être affectées par le risque d’inondation par débordement de cours d'eau, notamment la Charente. La commune a été reconnue en état de catastrophe naturelle au titre des dommages causés par les inondations et coulées de boue survenues en 1982, 1983, 1999 et 2021,.

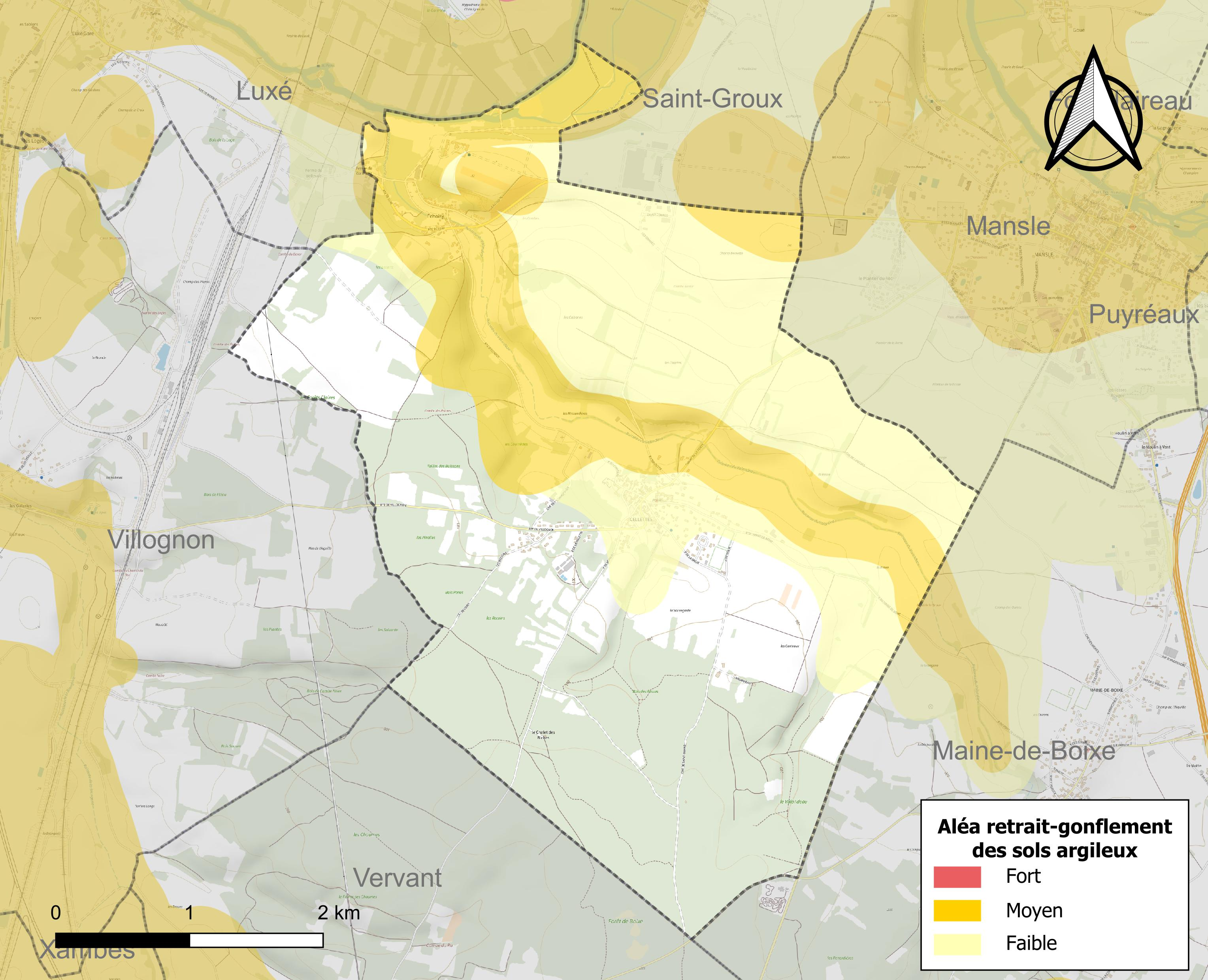
Carte des zones d'aléa retrait-gonflement des sols argileux de Cellettes.

Le retrait-gonflement des sols argileux est susceptible d'engendrer des dommages importants aux bâtiments en cas d’alternance de périodes de sécheresse et de pluie. 24 % de la superficie communale est en aléa moyen ou fort (67,4 % au niveau départemental et 48,5 % au niveau national). Sur les 235 bâtiments dénombrés sur la commune en 2019,  70 sont en aléa moyen ou fort, soit 30 %, à comparer aux 81 % au niveau départemental et 54 % au niveau national. Une cartographie de l'exposition du territoire national au retrait gonflement des sols argileux est disponible sur le site du BRGM,.
Par ailleurs, afin de mieux appréhender le risque d’affaissement de terrain, l'inventaire national des cavités souterraines permet de localiser celles situées sur la commune.
Concernant les mouvements de terrains, la commune a été reconnue en état de catastrophe naturelle au titre des dommages causés par des mouvements de terrain en 1999.

#### Risques technologiques
Le risque de transport de matières dangereuses sur la commune est lié à sa traversée par une ou des infrastructures routières ou ferroviaires importantes ou la présence d'une canalisation de transport d'hydrocarbures. Un accident se produisant sur de telles infrastructures est susceptible d’avoir des effets graves sur les biens, les personnes ou l'environnement, selon la nature du matériau transporté. Des dispositions d’urbanisme peuvent être préconisées en conséquence.
La commune est en outre située en aval du barrage de Mas Chaban, un ouvrage de classe A. À ce titre elle est susceptible d’être touchée par l’onde de submersion consécutive à la rupture de cet ouvrage.

## Toponymie
Les formes anciennes sont Celezac en 1096, Celeziac (date inconnue), Celezia prope Buxiam (en français : près de la Boixe), Celetes en 1296, de Parvis Celtis. On trouve encore Celette ou Celettes au XIXe siècle.
Pour Échoisy, on trouve Chosiac en 1240.
Cellettes peut être interprété comme le diminutif de Celles; Cellettes (cellita) signifie Celles-le-Petit (en ancien occitan), peut-être pour le distinguer de Cellefrouin, monastère plus important, fondé au XIe siècle.
La commune a été créée Cellette en 1793 avant de devenir Celette en 1801, puis Cellettes.

## Histoire
La commune de Cellettes, ainsi que sa voisine, la commune de Vervant, est riche en monuments préhistoriques, situés dans la forêt de la Boixe : tumuli, nécropoles, dolmens. La voie romaine de Chassenon à la Terne qui passait par Mansle traversait Échoisy.
Aux Messandières, face à l'école du bourg, trois ou quatre sarcophages mérovingiens ont été mis au jour en 1964.
Comme Villejoubert et Le Maine, Cellettes faisait partie des nouveaux territoires de l'Angoumois issus des défrichements de la Boixe au XIIe siècle.
Dès 1182, Cellettes était une possession de l'abbaye de Saint-Amant, qui y créa un prieuré, qui demeura conventuel jusqu'en 1405, date à laquelle il fut uni à la mense abbatiale.
Bernard du Lau est le premier seigneur de Cellettes attesté.
Josias du Lau reçut d'Henri de Navarre le prieuré de Cellettes et Villognon et il est vraisemblable que c'est lui qui fit construire la première partie du château de Cellettes.
En 1568, lors des guerres de Religion, les protestants ruinèrent le prieuré de Cellettes ; l'église et le logis prieural furent rasés. Le prieur recouvra une partie de ses biens pendant la première moitié du XVIIe siècle, mais à la Révolution, ils furent vendus comme biens nationaux.
Le hameau d'Échoisy fut aussi le siège d'un prieuré. En 1153, le comte d'Angoulême, Guillaume VI, avait concédé des terres à Échoisy pour y établir les moines cisterciens de Clairvaux. Ces moines furent chassés par l'abbaye de Saint-Amant, qui fonda un nouveau prieuré mais qui dura peu de temps, vu la proximité du prieuré de Cellettes.
À Échoisy, jusqu'au XXe siècle, ont été exploitées des carrières de pierre à chaux. La société Veuve Modenel et Cie était la compagnie la plus connue au début de ce siècle.
Pendant la première moitié du XXe siècle, la commune était desservie par la petite ligne ferroviaire d'intérêt local à voie métrique des Chemins de fer économiques des Charentes allant de Saint-Angeau à Segonzac, et qui passait par Mansle et Luxé. Une halte était à Échoisy.

## Administration
| Période                                  | Période  | Identité         | Étiquette | Qualité              |
| ---------------------------------------- | -------- | ---------------- | --------- | -------------------- |
| mars 1977                                | 2003     | Claude Bonnefond | PCF       |                      |
| 2003                                     | 2014     | Marc Bédier      | SE        | Directeur de société |
| 2014                                     | En cours | Franck Charenat  | SE        | Ouvrier              |
| Les données manquantes sont à compléter. |          |                  |           |                      |

## Démographie

### Évolution démographique
L'évolution du nombre d'habitants est connue à travers les recensements de la population effectués dans la commune depuis 1793. Pour les communes de moins de 10 000 habitants, une enquête de recensement portant sur toute la population est réalisée tous les cinq ans, les populations de référence des années intermédiaires étant quant à elles estimées par interpolation ou extrapolation. Pour la commune, le premier recensement exhaustif entrant dans le cadre du nouveau dispositif a été réalisé en 2008.

En 2022, la commune comptait 388 habitants, en évolution de −5,83 % par rapport à 2016 (Charente : −0,48 %, France hors Mayotte : +2,11 %).
| 1793 | 1800 | 1806 | 1821 | 1831 | 1841 | 1846 | 1851 | 1856 |
| ---- | ---- | ---- | ---- | ---- | ---- | ---- | ---- | ---- |
| 403  | 425  | 444  | 425  | 482  | 475  | 455  | 503  | 480  |

| 1861 | 1866 | 1872 | 1876 | 1881 | 1886 | 1891 | 1896 | 1901 |
| ---- | ---- | ---- | ---- | ---- | ---- | ---- | ---- | ---- |
| 509  | 508  | 501  | 551  | 624  | 517  | 445  | 384  | 342  |

| 1906 | 1911 | 1921 | 1926 | 1931 | 1936 | 1946 | 1954 | 1962 |
| ---- | ---- | ---- | ---- | ---- | ---- | ---- | ---- | ---- |
| 333  | 358  | 312  | 318  | 330  | 293  | 246  | 249  | 250  |

| 1968 | 1975 | 1982 | 1990 | 1999 | 2006 | 2008 | 2013 | 2018 |
| ---- | ---- | ---- | ---- | ---- | ---- | ---- | ---- | ---- |
| 259  | 222  | 294  | 346  | 415  | 440  | 447  | 429  | 392  |

| 2022 | - | - | - | - | - | - | - | - |
| ---- | - | - | - | - | - | - | - | - |
| 388  | - | - | - | - | - | - | - | - |

### Pyramide des âges
En 2018, le taux de personnes d'un âge inférieur à 30 ans s'élève à 29,1 %, soit en dessous de la moyenne départementale (30,2 %). À l'inverse, le taux de personnes d'âge supérieur à 60 ans est de 29,4 % la même année, alors qu'il est de 32,3 % au niveau départemental.
En 2018, la commune comptait 191 hommes pour 201 femmes, soit un taux de 51,28 % de femmes, légèrement inférieur au taux départemental (51,59 %).
Les pyramides des âges de la commune et du département s'établissent comme suit.
| Hommes | Classe d’âge | Femmes |
| ------ | ------------ | ------ |
| 1,0    | 90 ou +      | 1,0    |
| 7,9    | 75-89 ans    | 10,9   |
| 19,9   | 60-74 ans    | 17,9   |
| 26,2   | 45-59 ans    | 22,4   |
| 16,2   | 30-44 ans    | 18,4   |
| 13,6   | 15-29 ans    | 12,9   |
| 15,2   | 0-14 ans     | 16,4   |

| Hommes | Classe d’âge | Femmes |
| ------ | ------------ | ------ |
| 1      | 90 ou +      | 2,7    |
| 9,2    | 75-89 ans    | 12     |
| 20,6   | 60-74 ans    | 21,3   |
| 20,7   | 45-59 ans    | 20,3   |
| 16,8   | 30-44 ans    | 16     |
| 15,6   | 15-29 ans    | 13,4   |
| 16,1   | 0-14 ans     | 14,3   |

### Remarques
Cellettes qui avait vu sa population augmenter jusqu'en 1881 en a ensuite perdu la moitié en 40 ans. Une lente érosion a continué de 1921 à 1975 mais depuis le redressement est net et Cellettes a retrouvé en 1999 sa population d'il y a deux siècles.

## Économie

### Agriculture
L'agriculture est principalement céréalière. La viticulture est quasiment inexistante, mais la commune est classée dans les Fins Bois, dans la zone d'appellation d'origine contrôlée du cognac.

## Équipements et services

### Enseignement
L'école est un RPI entre Cellettes et Maine-de-Boixe. Cellettes et Maine-de-Boixe accueillent chacune une l'école élémentaire. Celle de Cellettes est l'école Georges-Brassens.

## Lieux et monuments

### Patrimoine religieux

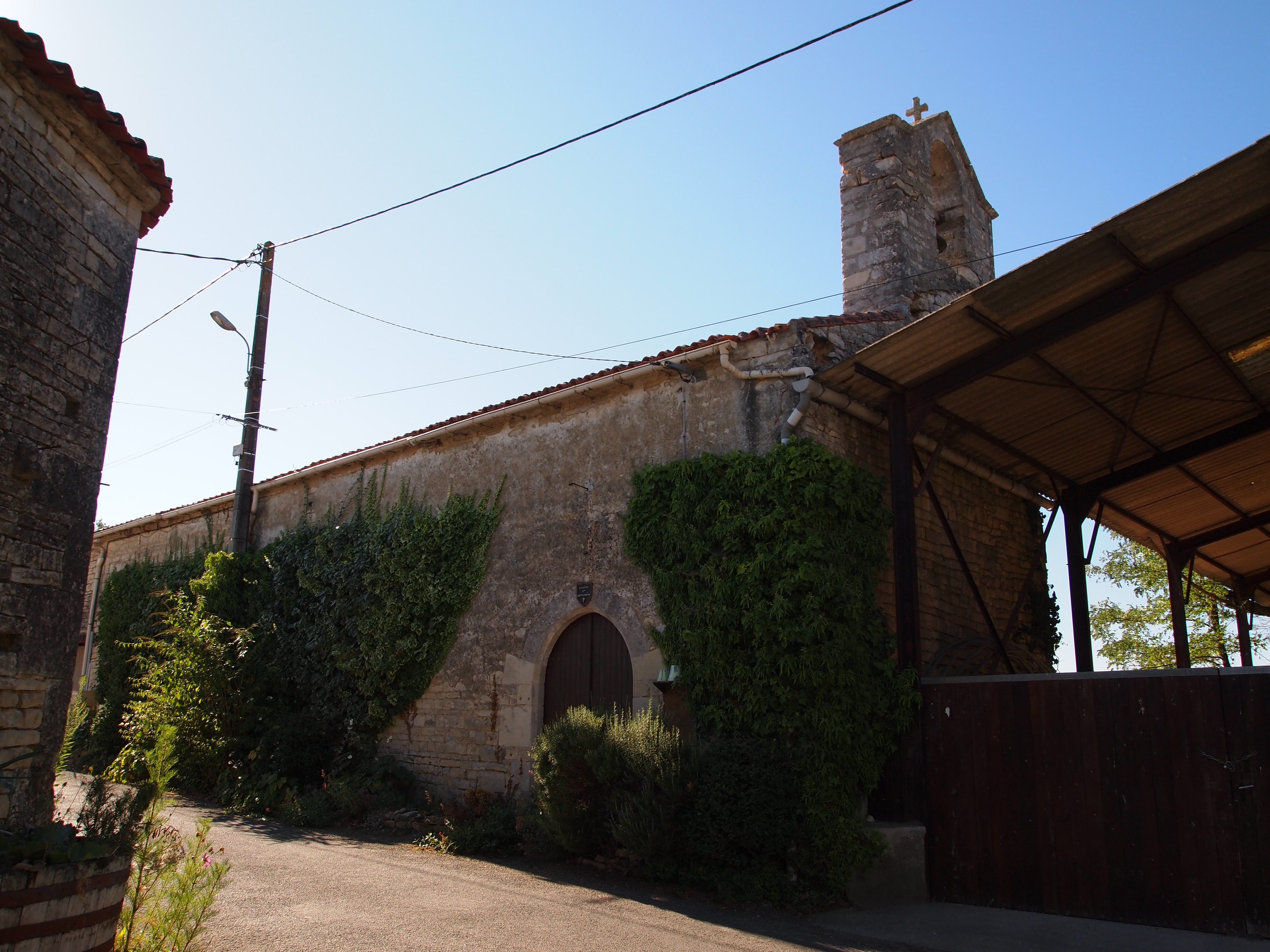
L'église Saint-Saturnin.

L'église paroissiale Saint-Saturnin fut à l'origine un prieuré créé en 1011 par l'abbaye de Saint-Amant-de-Boixe. Lors des guerres de Religion, l'église fut totalement détruite et ne fut pas reconstruite. L'église actuelle fut aménagée dans une dépendance du prieuré. C'est un bâtiment rectangulaire sans décor. Elle a été coiffée d'un clocher-mur.

### Patrimoine civil

#### Pierre du Sacrifice

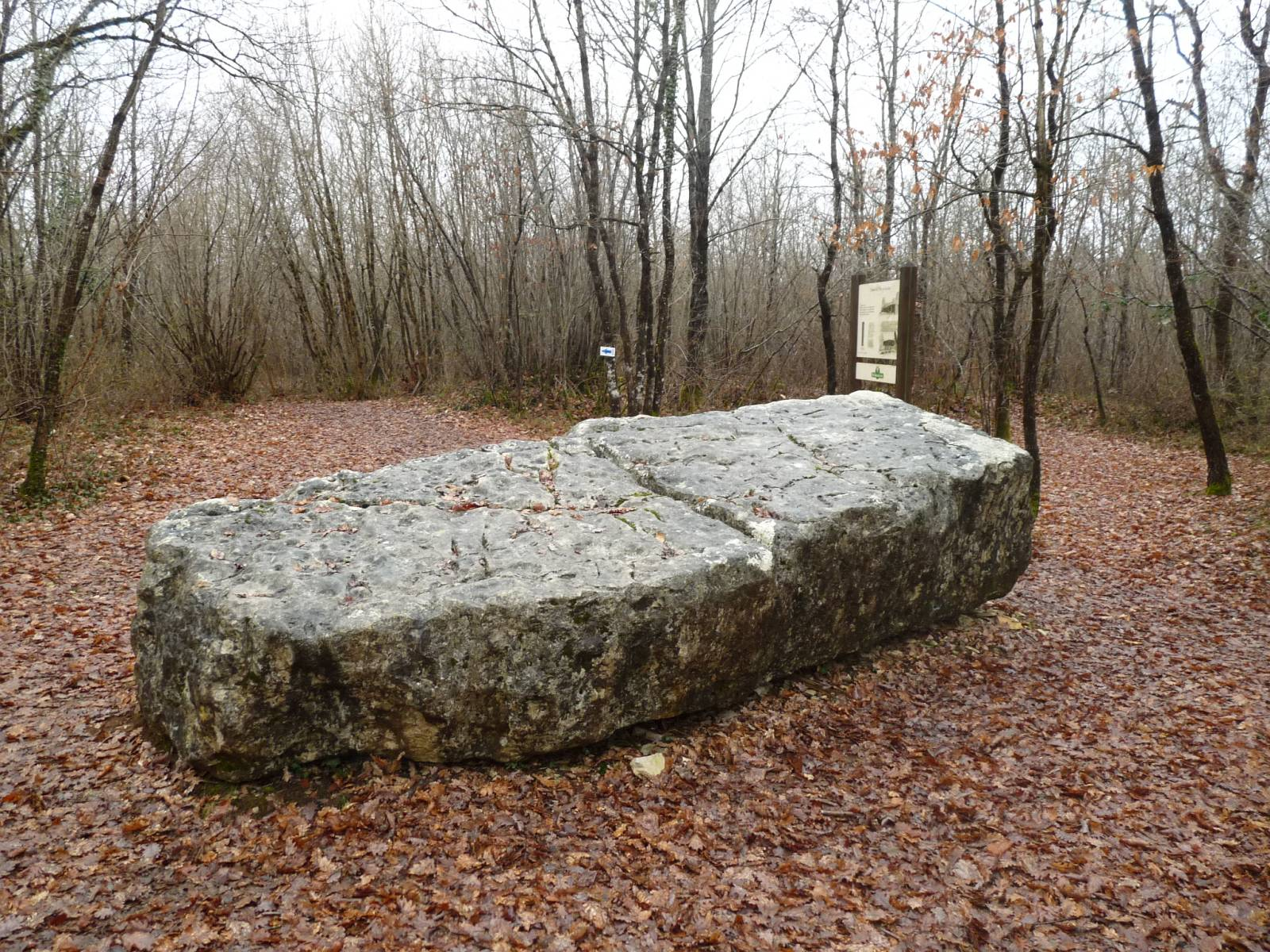
La Pierre du Sacrifice.

Le dolmen A de la Boixe ou pierre du sacrifice est situé au cœur de la forêt de Boixe. Ce dolmen vieux de 6 000 ans (âge de la pierre polie, néolithique) consiste en une pierre résiduelle de 15 t, bloc tabulaire parallépidique reposant sur le sol, et dont la rainure transversale date en fait d'une tentative d'exploitation au XIXe siècle par des carriers pour la construction de la route allant vers Mansle (D 18). Il est un rare vestige d'un ensemble plus vaste de plusieurs dolmens formant une nécropole. Le site est inscrit aux monuments historiques depuis 1889. À proximité (à une centaine de mètres de là) on peut trouver le tumulus de Vervant, autre nécropole, restauré.

#### Château de Cellettes

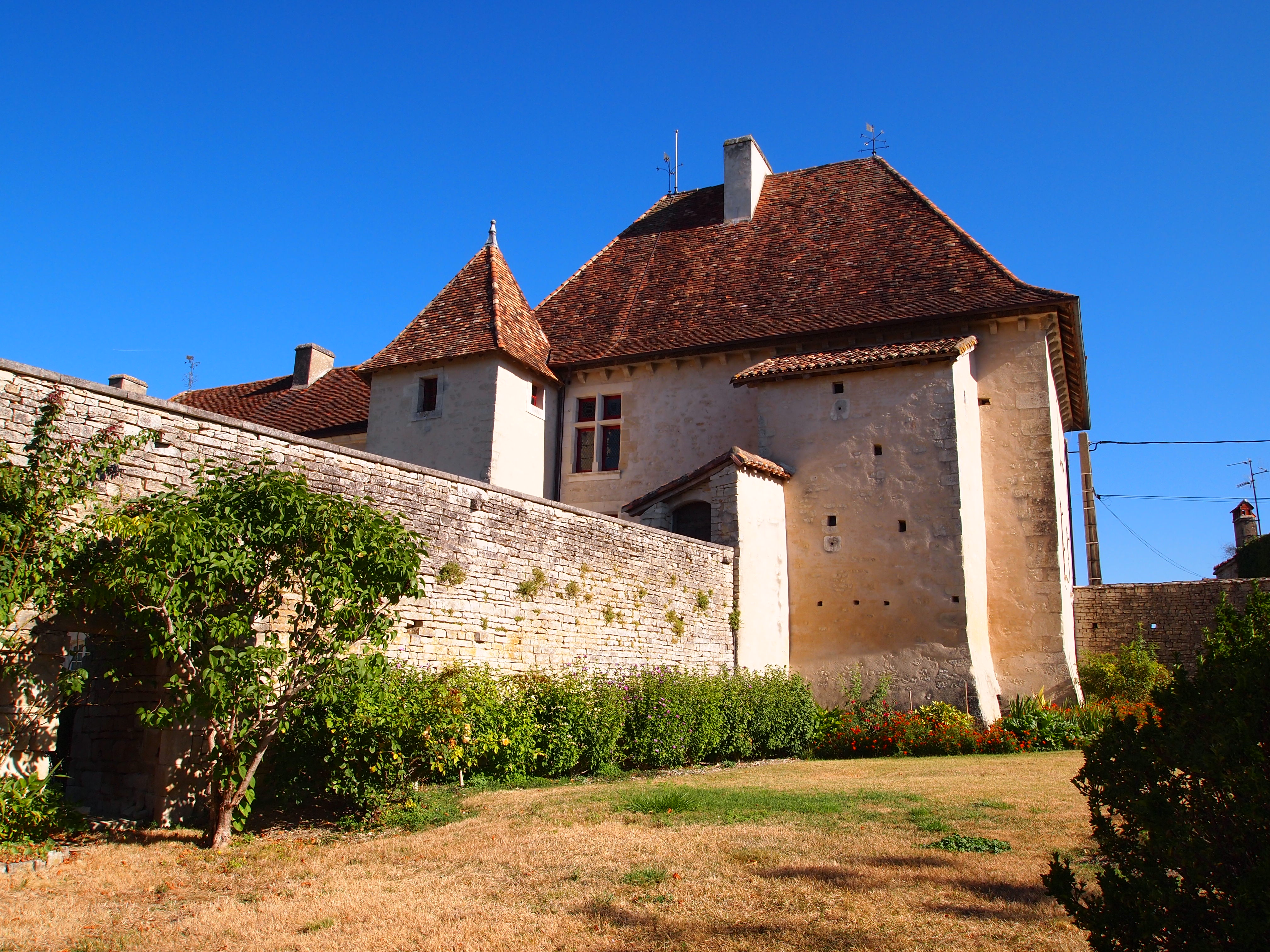
Le château de Cellettes.

Le château de Cellettes est un logis du XVIe siècle. Il est inscrit monument historique depuis le 23 juillet 2004.

#### Château d'Échoisy
Le château d'Échoisy et ses jardins : le logis du XVIe siècle est formé de deux parties de chaque côté de la tour carrée de l'escalier à vis car en 1772, le logis a été agrandi vers l'est. Des cloisons de bois ou de plâtre sont peintes de scènes militaires du XVIIIe siècle, voulues par le propriétaire, colonel au régiment de Saintonge.

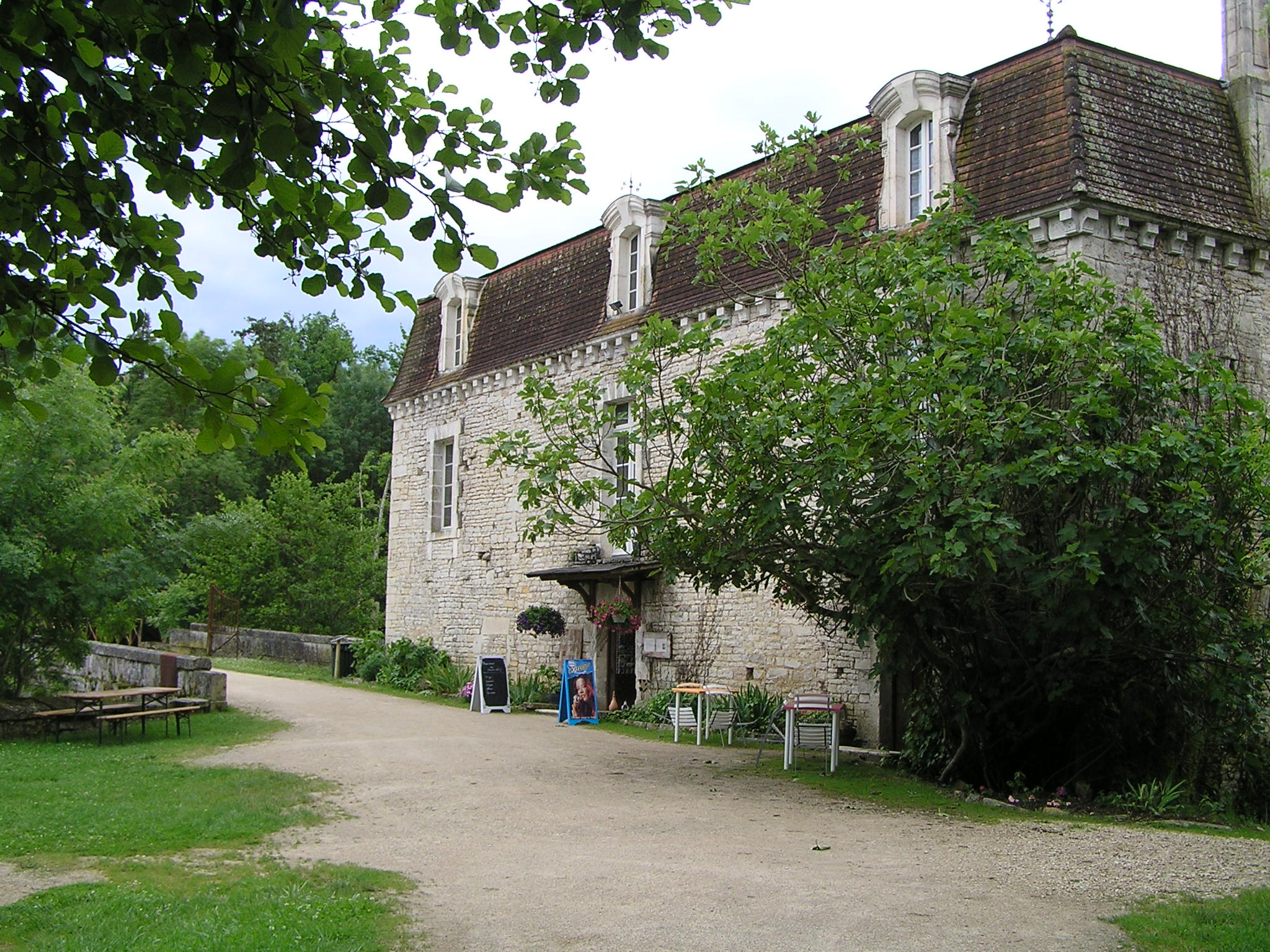
Le moulin.
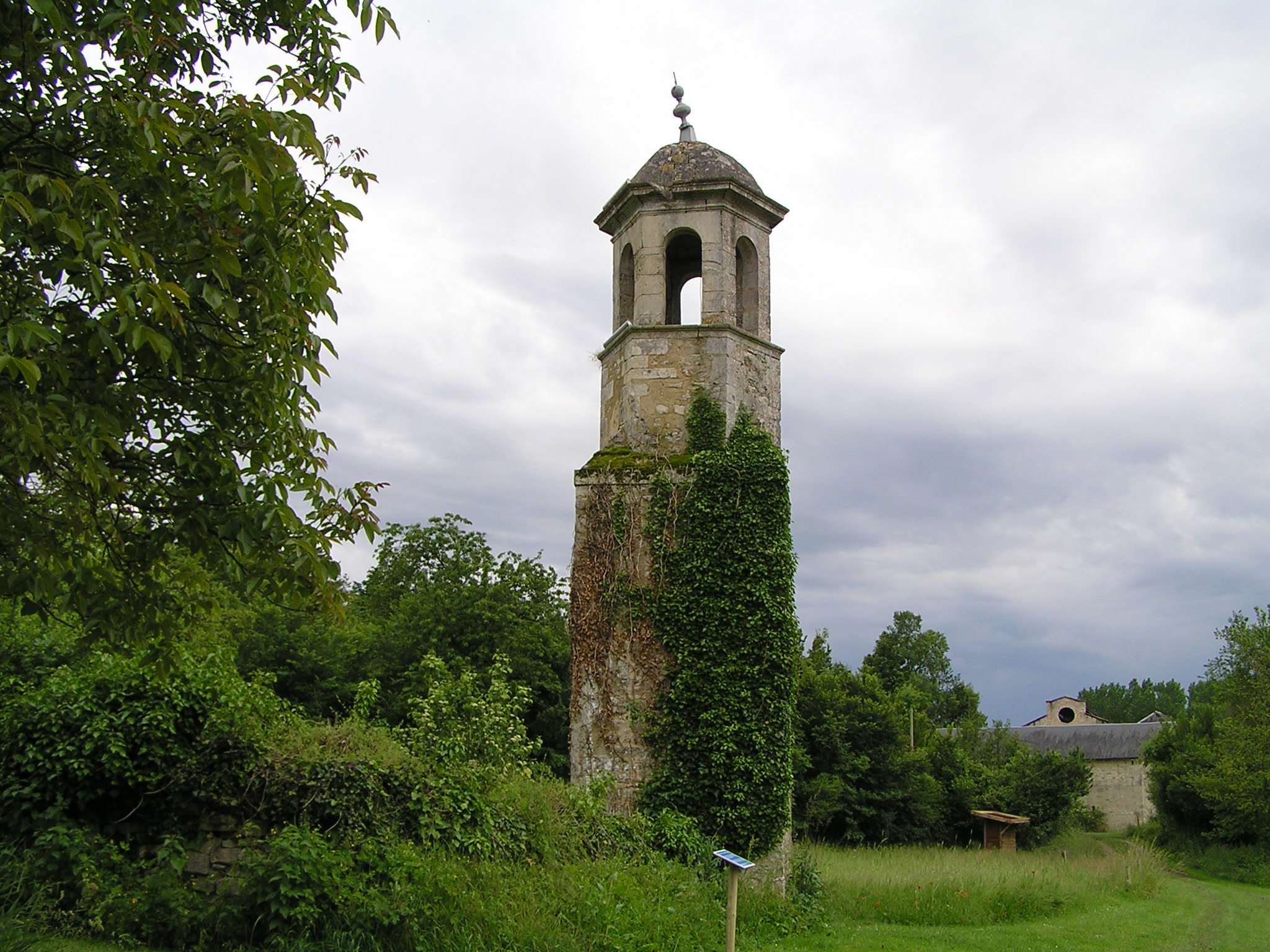
Le clocher de la chapelle.
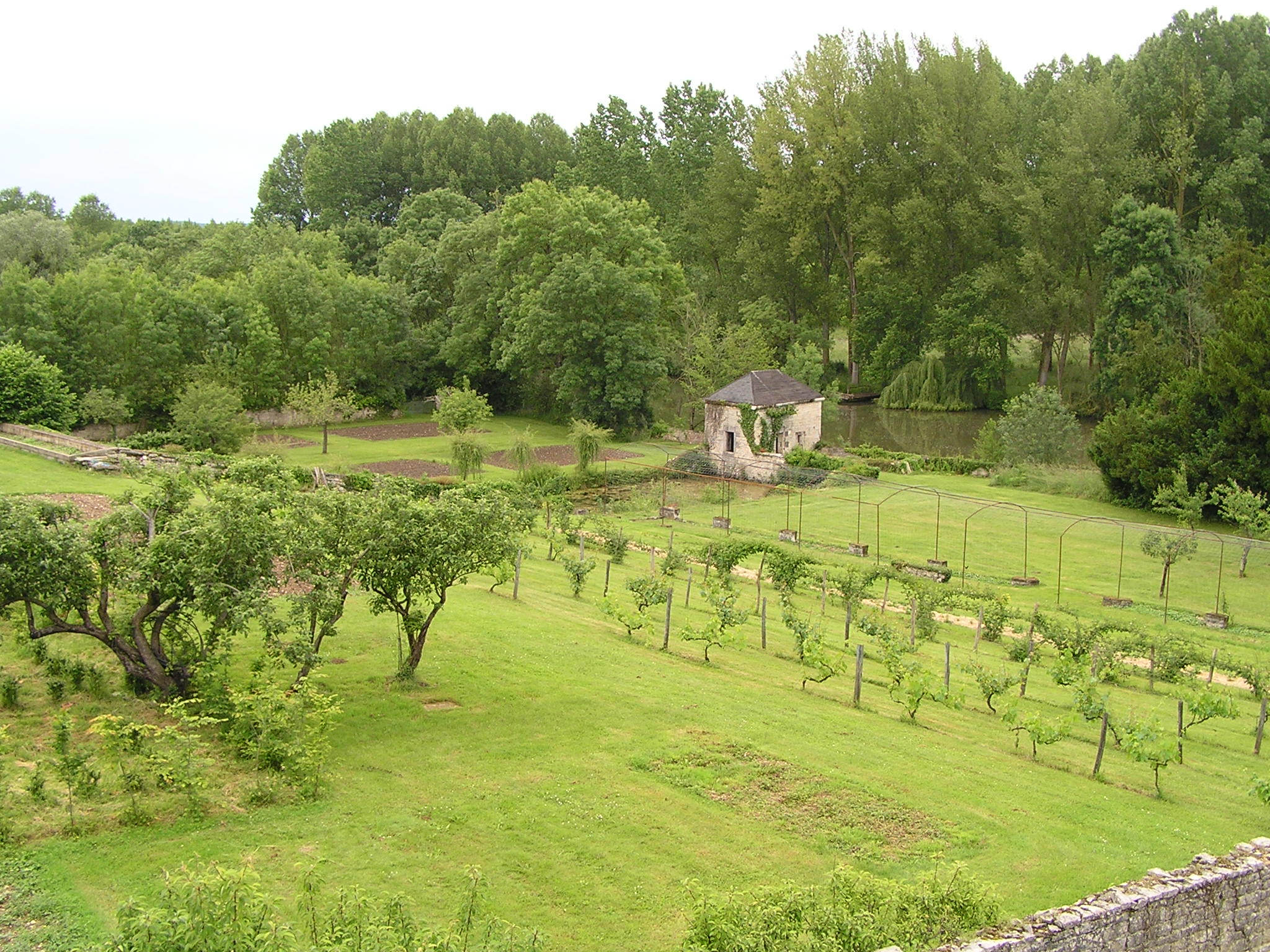
Les jardins.
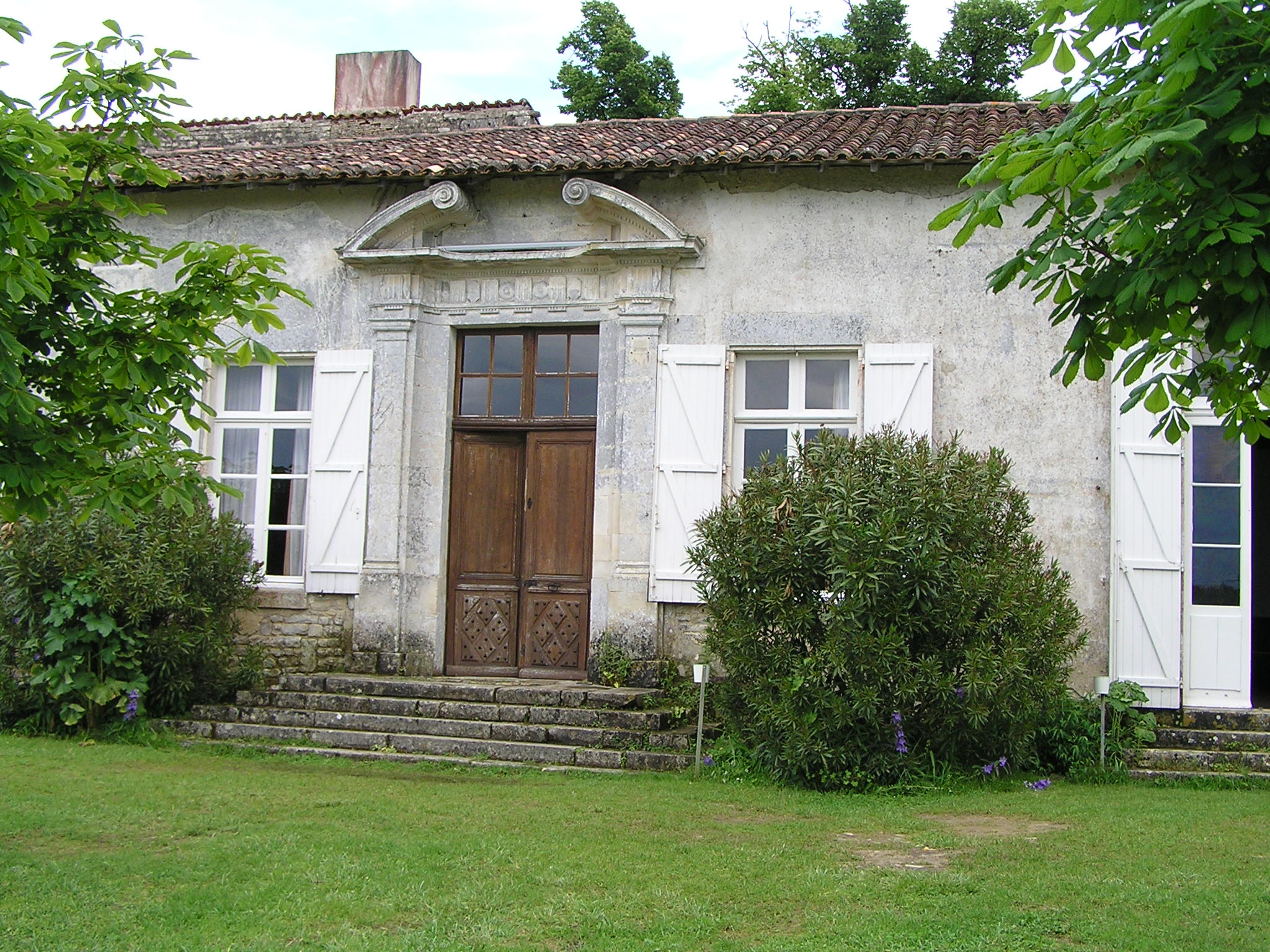
La façade du logis.
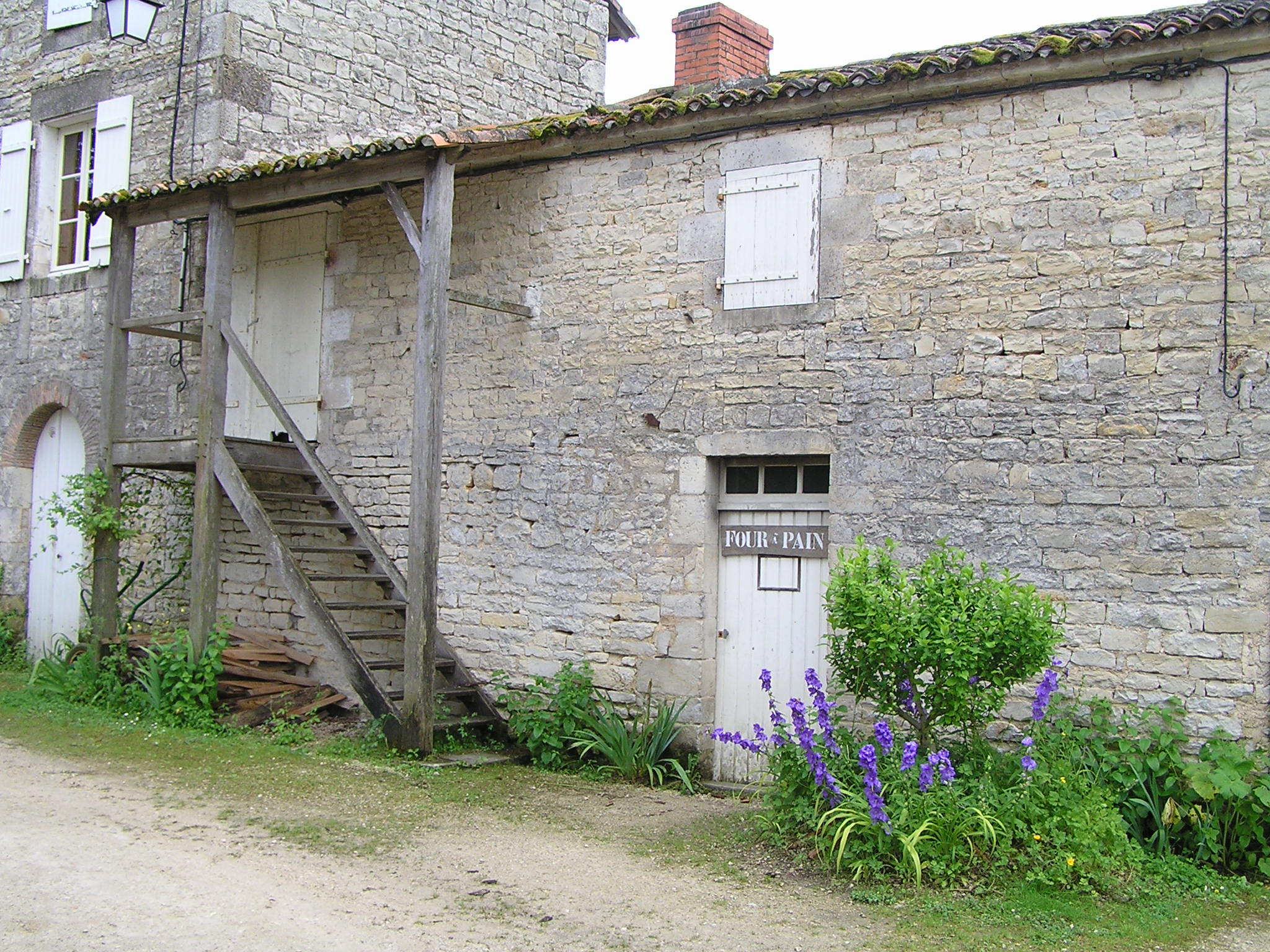
Four à pain.

Il donne sur une cour encadrée par les dépendances. L'ancienne chapelle se trouve en bordure du plateau.
L'ensemble des parties bâties (logis, communs, chapelle, murs de clôture, portails) et non bâties (sol des cours et des terrasses) du château, en totalité sont inscrites monument historique depuis le 23 juillet 2004.
Le jardin à la française, le potager et le verger de variétés anciennes participent aux « Rendez-vous aux jardins ».